# Raschīd ad-Dīn
Raschīd ad-Dīn (persisch رشيد الدين, DMG Rašīd ad-Dīn; auch رشيد الدولة الهمذاني, DMG Rašīd ad-Daula al-Hamaḏānī), mit vollständigem Namen فضل الله بن أبي الخير بن علي الهمذاني, DMG Faḍl Allāh b. Abī ʾl-Ḫair b. ʿAlī al-Hamaḏānī (* 1247 in Hamadan, Persien; † 9. Ramadan 718 / 4. November 1318 in Täbris) war ein persischer Wesir der Ilchane in Täbris.

## Leben
Raschīd ad-Dīn wurde in einer jüdischen Familie in Hamadan geboren. Sein Vater war Parfüm- und Gewürzhändler. Zunächst war er Arzt und Historiker. Im Alter von 30 Jahren konvertierte er 1277 zum Islam, entging so dem Pogrom von 1291 und fand Zugang zum Hof der mongolischen Herrscher Persiens. Der Übertritt auch Ghazan Ilchans zum Islam 1295 wurde möglicherweise von Raschīd beeinflusst. Mahmud Ghazan machte ihn zum Finanzberater, schließlich zum Wesir und übertrug ihm ausgedehnte Ländereien in Transkaukasien sowie Kleinasien. Unter dem Mäzen Raschīd wurde Täbris zu einem Zentrum der Wissenschaften.
Sein eigenes größtes Werk ist Dschāmiʿ at-tawārīch, eine im Auftrag der Ilchane verfasste Weltgeschichte, die nur fragmentarisch erhalten ist. Im Abschnitt über die Mongolen wird der Stammbaum Dschingis Khans bis auf Adam zurückgeführt. In der Universalgeschichte, als Teil der Geschichte der Mongolen und Ilchane, von Adam über die Patriarchen bis zu Mohammed und den Kalifen, knüpfte er an die alte Tradition der annalistischen Geschichtsschreibung der Araber an. Dieser Werkteil ist verlorengegangen. In seinem Korankommentar verarbeitete er, den Berichten arabischer Biographen zufolge, sowohl alttestamentliche als auch philosophische Elemente. Er beschäftigte sich auch mit Logik und Philosophie.
Sein Buch Šuʿab-i panǧgāna („Die fünf Genealogien“) über die Araber, Juden, Mongolen, Franken und Chinesen ist in einer Handschriftensammlung in Istanbul erhalten.
Auch unter Ghazans Bruder Öldscheitü blieb Raschīd ad-Dīn Wesir. Als Öldscheitü, der statt des sunnitischen den schiitischen Islam angenommen hatte, ermordet wurde, geriet Raschīd al-Dīn in mongolisch-schiitische Machtkämpfe am Hof, wurde 1316 unter Mordverdacht angeklagt und zwei Jahre später – zusammen mit seinem Sohn – hingerichtet.
1407 ließ Miran Schah, der geistesgestörte Sohn Timurs, das Grab exhumieren und auf einen jüdischen Friedhof in Täbris umbetten.